# Accordi bilaterali tra Svizzera e Unione europea

La Svizzera e l'Unione europea

La Svizzera non è uno Stato membro dell'Unione europea (UE). Tuttavia, la Svizzera è associata all'Unione europea tramite una serie di accordi bilaterali in cui la Svizzera ha adottato diverse norme del diritto dell'Unione europea in modo da poter partecipare al Mercato europeo comune, senza però dover esser uno Stato membro. Tutti i Paesi confinanti con la Svizzera, a eccezione del Liechtenstein, sono Stati membri dell'Unione.

## Confronto
|                     | Unione Europea | Svizzera |
| ------------------- | --- | --- |
| Popolazione         | 446.800.000 (stima 2022) | 8.570.146 (stima 2019) |
| Superficie          | 4.324.782 km2 | 41.277 km2 |
| Densità popolazione | 115 abitanti per km2 | 207 abitanti per km2 |
| PIL nominale        | $16.600 miliardi, $37.180 per capita (stima 2022) | $584 miliardi, $67.557 per capita |
| Capitale            | Bruxelles (de facto) | Nessuna de jure, Berna de facto |
| Forma di governo    | Democrazia parlamentare sovranazionale basata sui trattati dell'Unione europea | Democrazia semi-diretta federale all'interno di una repubblica direttoriale multi-partitica e indipendente da un'assemblea parlamentare                       |
| Prima carica        | Jean Monnet, presidente dell'Alta Autorità della Comunità Europea del Carbone e dell'Acciaio | Jonas Furrer, primo presidente della Confederazione svizzera                                                                                                  |
| Attuale leader      | Charles Michel (Presidente del Consiglio Europeo); Ursula von der Leyen (Presidente della Commissione europea); Roberta Metsola (Presidente del Parlamento europeo)                                                                                     | Viola Amherd (Presidente della Confederazione svizzera); Alain Berset (Vicepresidente); Walter Thurnherr (Cancelliere federale)                               |
| Lingua ufficiale    | 24 lingue ufficiali, di cui 3 considerate "procedurali" (inglese, francese e tedesco) | Tedesco, francese, italiano, romancio |
| Principali culti    | 72% Cristianesimo (di cui 48% Cattolicesimo, 12% Protestantesimo, 8% Chiesa ortodossa, 4% altre forme), 23% non credenti, 3% altre religioni, 2% Islam                                                                                                  | 65% Cristianesimo (35.8% Cattolicesimo, 23.8% Protestantesimo svizzero, 5.9% altre forme), 26.3% non credenti, 5.3% Islam, 1.6% altre religioni, 1.3% ignoti. |
| Gruppi etnici       | Tedeschi (ca. 83 milioni), Francesi (ca. 67 milioni), Italiani (ca. 60 milioni), Spagnoli (ca. 47 milioni), Polacchi (ca. 46 milioni), Rumeni (ca. 16 milioni), Olandesi (ca. 13 milioni), Greci (ca. 11 milioni), Portoghesi (ca. 11 milioni) e altri. | Tedeschi (65%), Francesi (18%), Italiani (10%), Romanci (0.6%), altri gruppi etnici (8.9%).                                                                   |

## Relazioni commerciali
L'Unione europea rappresenta il principale partner commerciale della Svizzera, e quest'ultima è a sua volta il quarto partner commerciale dell'UE, dopo Cina, Stati Uniti e Regno Unito. Nel 2021, l'export di beni dalla Svizzera verso l'Unione Europea ammontava a €280 miliardi, pesando per il 6.6% sul totale delle importazioni. L'export di prodotti svizzeri verso l'Unione si concentra principalmente di prodotti chimici e farmaceutici e prodotti medicali (€54.4 miliardi, 44%), macchinari ed elettrodomestici (€15.6 miliardi, 12.6%), perle e metalli preziosi (€13.8 miliardi, 11.2%) e strumenti ottici e fotografici (€11.3 miliardi, 9.2%).
In termini di servizi, l'export dall'Unione europea verso la Svizzera ha raggiunto un totale di €113.9 miliardi nel 2021, mentre le importazioni dalla Svizzera si sono attestate sui €60.9 miliardi.
Sia nel commercio di beni che nel commercio di servizi, il bilancio è costantemente a favore dell'Unione europea.

## Accordi bilaterali
La Svizzera ha firmato un accordo di libero scambio con l'allora Comunità Economica Europea (CEE) nel 1972, il quale entrò in vigore nel 1973.
La Svizzera è membro dell'Associazione europea di libero scambio (European Free Trade Association, EFTA), e prese parte alla negoziazione dell'accordo sullo Spazio Economico Europeo (EEA). La Svizzera firmo l'accordo il 2 maggio 1992 e presentò la domanda di adesione all'Unione Europea il 20 maggio 1992. Tuttavia, dopo il rigetto dell'adesione alla EEA tramite referendum popolare tenutosi il 6 dicembre 1992 (50.3% contrari, 49.% favorevoli), il governo svizzero decise di sospendere le negoziazioni per l'adesione all'Unione Europea fino a nuove disposizioni. Tali negoziati non sono mai stati ripresi, e nel 2016 la Svizzera ha formalmente ritirato la propria domanda di adesione all'Unione.
Nel 1995, Svizzera e Unione Europea hanno avviato dei negoziati per stabilire una partnership al di fuori del contesto dello Spazio Economico Europeo (EEA). La Svizzera intendeva salvaguardare l'integrazione economica con l'Unione che il Trattato EEA avrebbe permesso, districando al contempo quei punti di contesa e disaccordo che avevano spinto i cittadini svizzeri a rigettare l'adesione alla EEA tramite referendum nel 1992. I politici svizzeri sottolinearono la natura bilaterale di queste negoziazioni, in cui i negoziati vennero condotti tra due partner sullo stesso livello e non tra 16, 26, 28 o 29 partner come nel caso dei negoziati sulla EEA.
Questi negoziati si concretizzarono l'11 dicembre 1998 con la conclusione di 11 accordi bilaterali, che vennero sottoscritti il 21 giugno 1999. Questi accordi hanno permesso l'applicabilità di una grande porzione del diritto dell'Unione europea in Svizzera. Nel mese di giugno del 2001 la Svizzera e l'UE decisero di intavolare dei nuovi negoziati bilaterali su ulteriori 10 temi. I primi 7 furono questioni che non potevano essere trattate prima della conclusione dei primi accordi e per le quali entrambe le parti, al termine degli accordi bilaterali I, si impegnarono ad avviare una discussione. I temi del fisco, del risparmio e della lotta contro la frode fiscale sono richieste dell'UE, mentre la Svizzera insiste per gli accordi di Schengen e di Dublino. Il 19 maggio 2004 vennero conclusi gli accordi bilaterali II (o bis), che vennero firmati il 26 ottobre. Questi trattati sottolineano la volontà di entrambe le parti di proseguire sulla via bilaterale, che consente alla Svizzera di difendere i suoi interessi e di regolare in modo pragmatico i problemi concreti riscontrati nei confronti dell'UE.
Gli accordi bilaterali II sono entrati in vigore in anni diversi a seconda dell'anno di approvazione delle parti contraenti (membri dell'UE).

### Accordi bilaterali I
- Libera circolazione delle persone
- Trasporti aerei
- Trasporti terrestri
- Agricoltura
- Ostacoli tecnici al commercio
- Forniture all'amministrazione pubblica
- Ricerca scientifica

L'insieme di questi accordi è stato sottoposto ad un referendum ed approvato dal 67,2% degli elettori svizzeri il 21 maggio 2000. Essi sono entrati in vigore il 1º giugno 2002.
L'accordo sulla libera circolazione delle persone, concluso originariamente con i 15 paesi membri della UE, ha dovuto essere esteso ai 10 nuovi membri che si sono uniti alla UE nel 2004. Questa estensione è stata altresì sottoposta a referendum e approvata dal 56% degli elettori svizzeri, il 25 settembre 2005. Gli altri accordi sono stati estesi senza opposizione di sorta.

### Accordi bilaterali II
- Cooperazione in materia di giustizia, sicurezza, diritto d'asilo e di migrazione con l'UE (convenzioni di Schengen e Dublino)
- Trattamento fiscale del risparmio: la Svizzera opera una ritenuta d'imposta sul profitto degli stati UE che sarà portata, per passaggi successivi, fino al 35%. Questa ritenuta interessa esclusivamente gli interessi generati dai depositi delle persone fisiche con domicilio fiscale in un Paese UE
- Lotta alle frodi: la cooperazione tra la Svizzera e la UE è intensificata in materia di lotta al contrabbando e ad altri reati inerenti alla fiscalità indiretta (tasse doganali, IVA, imposte sul consumo), o in presenza di reati legati all'attribuzione di sovvenzioni o di forniture alla pubblica amministrazione
- Prodotti agricoli trasformati: le tasse doganali e le sovvenzioni all'esportazione sono state ridotte considerevolmente per un ampio ventaglio di prodotti dell'industria alimentare (cioccolato, biscotti, zuppe, salse, paste alimentari, caffè solubile, ecc.). Questo accordo è in vigore dal 1º febbraio 2005.
- Ambiente: la Svizzera diventa membro dell'Agenzia Ambientale Europea.
- Statistica: la raccolta dei dati statistici viene armonizzata allo scopo di disporre di una grande base di dati statistici paragonabili e utilizzabili per supportare decisioni di carattere politico ed economico
- MEDIA: i cineasti svizzeri avranno pieno accesso ai programmi comunitari MEDIA, tendenti a promuovere e rendere competitivo il cinema europeo.
- Pensioni: l'imposizione doppia agli ex-funzionari UE residenti in Svizzera viene soppressa
- Programmi educazione/formazione professionale/gioventù: la collaborazione nei programmi di mobilità degli studenti e delle persone in formazione viene rafforzata con un semplice scambio di lettere
- La Svizzera verserà volontariamente un miliardo di franchi svizzeri in 5 anni ai nuovi entrati (ciò non impedirà un nuovo sollecito quando Bulgaria e Romania entreranno nella UE).

L'accordo sulla partecipazione della Svizzera alle convenzioni di Schengen e Dublino è stato sottoposto a referendum e approvato dal 54,8% degli elettori svizzeri il 5 giugno 2005, mentre gli altri accordi non hanno ricevuto opposizione.

### Gestione degli accordi bilaterali
Gli accordi bilaterali sono gestiti da comitati misti Svizzera-UE. Questi hanno il compito di garantire il buon funzionamento degli accordi, di adattarli ove possibile, di scambiare informazioni e di discutere eventuali controversie. Nel settembre 2021 esistevano ventuno comitati di questo tipo.. Questo sistema è criticato dall'Unione Europea, che lo ritiene troppo complesso

## Iniziativa contro l'immigrazione di massa del 2014
Dopo l'accettazione il 9 febbraio 2014 dell'iniziativa popolare contro l'immigrazione di massa lanciata dall'UDC, l'Unione europea ha temporaneamente bloccato il dialogo su alcuni ulteriori possibili trattati.
Il dialogo è ripreso pochi mesi dopo, a seguito della decisione del Consiglio federale di concedere la libera circolazione nel territorio elvetico ai cittadini croati, operazione ben vista dai membri dell'Unione europea.